# EPrix de Rome 2021

L'ePrix de Rome 2021, disputé les 10 et 11 avril 2021 sur le circuit urbain de l'EUR, sont les 72e et 73e manches de l'histoire de la Formule E. Il s'agit de la troisième et de la quatrième édition de l'ePrix de Rome comptant pour le championnat de Formule E et les troisièmes et quatrièmes manches du championnat du monde 2020-2021.

## Première manche
GP précédent GP suivant

### Essais Libres

#### Première séance
Temps réalisés par les six premiers de la première séance d'essais libres
| Pos. | Pilote              | Voiture                    | Chorno         | Écart     |
| ---- | ------------------- | -------------------------- | -------------- | --------- |
| 1    | Lucas di Grassi     | Audi Sport ABT Schaeffler  | 1 min 38 s 785 |           |
| 2    | Stoffel Vandoorne   | Mercedes EQ Formula E Team | 1 min 38 s 847 | + 0 s 062 |
| 3    | Robin Frijns        | Virgin-Audi                | 1 min 39 s 031 | + 0 s 246 |
| 4    | Sérgio Sette Câmara | Dragon-Penske              | 1 min 39 s 044 | + 0 s 259 |
| 5    | Norman Nato         | ROKiT Venturi-Mercedes     | 1 min 39 s 139 | + 0 s 354 |
| 6    | Nick Cassidy        | Virgin-Audi                | 1 min 39 s 140 | + 0 s 355 |

#### Deuxième séance
Temps réalisés par les six premiers de la deuxième séance d'essais libres
| Pos. | Pilote             | Voiture                    | Chorno         | Écart     |
| ---- | ------------------ | -------------------------- | -------------- | --------- |
| 1    | Maximilian Günther | BMW i Andretti Motorsport  | 1 min 39 s 517 |           |
| 2    | Nyck de Vries      | Mercedes                   | 1 min 39 s 709 | + 0 s 192 |
| 3    | Stoffel Vandoorne  | Mercedes EQ Formula E Team | 1 min 39 s 900 | + 0 s 383 |
| 4    | Oliver Rowland     | Nissan eDams               | 1 min 39 s 924 | + 0 s 407 |
| 5    | Nico Muller        | Dragon-Penske              | 1 min 39 s 961 | + 0 s 444 |
| 6    | Nick Cassidy       | Virgin-Audi                | 1 min 40 s 042 | + 0 s 525 |

### Qualifications
Résultats des qualifications de la première manche,
| Pos. | Pilote                 | Écurie                    | Groupe de qualification | Super Pole     | Grille |
| ---- | ---------------------- | ------------------------- | ----------------------- | -------------- | ------ |
| 1    | Stoffel Vandoorne      | Mercedes                  | 1 min 38 s 963          | 1 min 38 s 484 | 1      |
| 2    | André Lotterer         | Porsche                   | 1 min 38 s 627          | 1 min 38 s 651 | 2      |
| 3    | Oliver Rowland         | Nissan eDams              | 1 min 38 s 491          | 1 min 38 s 889 | 3      |
| 4    | Lucas di Grassi        | Audi                      | 1 min 39 s 050          | 1 min 38 s 903 | 4      |
| 5    | Jean-Éric Vergne       | DS Techeetah              | 1 min 39 s 066          | 1 min 38 s 947 | 5      |
| 6    | Maximilian Günther     | BMW i Andretti Motorsport | 1 min 39 s 068          | 1 min 39 s 751 | 11     |
| 7    | Robin Frijns           | Virgin-Audi               | 1 min 39 s 081          |                | 6      |
| 8    | Nyck de Vries          | Mercedes                  | 1 min 39 s 162          |                | 7      |
| 9    | Pascal Wehrlein        | Porsche                   | 1 min 39 s 241          |                | 8      |
| 10   | Sébastien Buemi        | Nissan eDams              | 1 min 39 s 348          |                | 9      |
| 11   | Sam Bird               | Jaguar                    | 1 min 39 s 443          |                | 10     |
| 12   | Mitch Evans            | Jaguar                    | 1 min 39 s 654          |                | 12     |
| 13   | Alex Lynn              | Mahindra                  | 1 min 39 s 743          |                | 13     |
| 14   | Norman Nato            | ROKiT Venturi-Mercedes    | 1 min 39 s 762          |                | 14     |
| 15   | Alexander Sims         | Mahindra                  | 1 min 39 s 829          |                | 15     |
| 16   | Sérgio Sette Câmara    | Dragon-Penske             | 1 min 39 s 943          |                | 16     |
| 17   | Nico Muller            | Dragon-Penske             | 1 min 40 s 057          |                | 17     |
| 18   | António Félix da Costa | DS Techeetah              | 1 min 40 s 079          |                | 18     |
| 19   | Tom Blomqvist          | NIO 333                   | 1 min 40 s 120          |                | 21     |
| 20   | Jake Dennis            | BMW i Andretti Motorsport | 1 min 40 s 456          |                | 19     |
| 21   | René Rast              | Audi                      | 1 min 48 s 022          |                | 20     |
| 22   | Nick Cassidy           | Virgin-Audi               | 1 min 51 s 081          |                | 22     |
| 23   | Edoardo Mortara        | ROKiT Venturi-Mercedes    | Pas de Temps            |                | 23     |
| 24   | Oliver Turvey          | NIO 333                   | Pas de Temps            |                | 24     |

### Course

#### Classement
Classement de la première course
| Pos. | no | Pilote                 | Écurie                    | Tours | Temps/Abandon             | Grille | Points |
| ---- | -- | ---------------------- | ------------------------- | ----- | ------------------------- | ------ | ------ |
| 1    | 25 | Jean-Éric Vergne       | DS Techeetah              | 24    | 48 min 47 s 177           | 5      | 25     |
| 2    | 10 | Sam Bird               | Jaguar                    | 24    | + 0 s 461                 | 10     | 18     |
| 3    | 20 | Mitch Evans            | Jaguar                    | 24    | + 0 s 756                 | 12     | 16     |
| 4    | 4  | Robin Frijns           | Virgin-Audi               | 24    | + 1 s 034                 | 6      | 12     |
| 5    | 23 | Sébastien Buemi        | Nissan eDams              | 24    | + 3 s 142                 | 9      | 10     |
| 6    | 33 | René Rast              | Audi                      | 24    | + 3 s 534                 | 20     | 8      |
| 7    | 99 | Pascal Wehrlein        | Porsche                   | 24    | + 3 s 918                 | 8      | 6      |
| 8    | 94 | Alex Lynn              | Mahindra                  | 24    | + 5 s 720                 | 13     | 4      |
| 9    | 28 | Maximilian Günther     | BMW i Andretti Motorsport | 24    | + 18 s 296                | 11     | 2      |
| 10   | 88 | Tom Blomqvist          | NIO 333                   | 24    | + 19 s 089                | 19     | 1      |
| 11   | 71 | Norman Nato            | ROKiT Venturi-Mercedes    | 24    | + 20 s 045                | 14     |        |
| 12   | 22 | Oliver Rowland         | Nissan eDams              | 24    | + 20 s 270                | 3      | 1      |
| 13   | 6  | Nico Muller            | Dragon-Penske             | 24    | + 21 s 155                | 17     |        |
| 14   | 36 | André Lotterer         | Porsche                   | 24    | + 22 s 987                | 2      |        |
| 15   | 37 | Nick Cassidy           | Virgin-Audi               | 24    | + 23 s 763                | 22     |        |
| 16   | 7  | Sérgio Sette Câmara    | Dragon-Penske             | 24    | + 26 s 415                | 16     |        |
| Abd. | 11 | Lucas di Grassi        | Audi                      | 21    | Transmission              | 4      |        |
| Abd. | 17 | Nyck de Vries          | Mercedes                  | 21    | Accrochage avec Vandoorne | 6      |        |
| Abd. | 5  | Stoffel Vandoorne      | Mercedes                  | 21    | Accrochage avec de Vries  | 1      | 3      |
| Abd. | 13 | António Félix da Costa | DS Techeetah              | 20    | Abandon                   | 18     |        |
| Abd. | 8  | Jake Dennis            | BMW i Andretti Motorsport | 17    | Abandon                   | 20     |        |
| Abd. | 48 | Edoardo Mortara        | ROKiT Venturi-Mercedes    | 10    | Abandon                   | 23     |        |
| Abd. | 29 | Alexander Sims         | Mahindra                  | 2     | Abandon                   | 15     |        |
| Np.  | 27 | Oliver Turvey          | NIO 333                   | 0     | Non Participation         | 24     |        |

António Félix da Costa, Stoffel Vandoorne, Nyck de Vries, Sam Bird et Sergio Sette Camara ont été désignés par un vote en ligne pour obtenir le fanboost, qui leur permet de bénéficier de 25 kW supplémentaires pendant cinq secondes lors de la deuxième moitié de la course.

#### Pole Position et record du tour
La pole position et le meilleur tour en course rapportent respectivement 3 points et 1 point.
- Pole position :  Stoffel Vandoorne (Mercedes EQ Formula E Team) en 1 min 38 s 484

- Meilleur tour en course :  Mitch Evans (Jaguar Racing) en 1 min 42 s 387

#### Tours en tête
- Lucas di Grassi (Audi) 8 tours (6-12 ; 15 ; 21)
- Jean-Éric Vergne (DS Techeetah) 7 tours (13-14 ; 17-20 ; 22-24)
- Oliver Rowland (Nissan eDams) 3 tours (3-5)
- Stoffel Vandoorne (Mercedes EQ Formula E Team) 2 tours (1-2)
- Nyck de Vries (Mercedes EQ Formula E Team) 1 tour (16)

## Deuxième Manche
GP précédent GP suivant

### Essais Libres
Temps réalisés par les six premiers de la séance d'essais libres
| Pos. | Pilote              | Voiture                    | Chorno         | Écart     |
| ---- | ------------------- | -------------------------- | -------------- | --------- |
| 1    | Nick Cassidy        | Virgin-Audi                | 1 min 40 s 107 |           |
| 2    | Maximilian Günther  | BMW i Andretti Motorsport  | 1 min 40 s 156 | + 0 s 049 |
| 3    | Stoffel Vandoorne   | Mercedes EQ Formula E Team | 1 min 40 s 662 | + 0 s 555 |
| 4    | Sérgio Sette Câmara | Dragon-Penske              | 1 min 40 s 808 | + 0 s 701 |
| 5    | Oliver Rowland      | Nissan eDams               | 1 min 40 s 962 | + 0 s 855 |
| 6    | Jake Dennis         | BMW i Andretti Motorsport  | 1 min 40 s 985 | + 0 s 878 |

### Qualifications
Résultats des qualifications de la deuxième manche,
| Pos. | Pilote                 | Écurie                    | Groupe de qualification | Super Pole     | Grille |
| ---- | ---------------------- | ------------------------- | ----------------------- | -------------- | ------ |
| 1    | Nick Cassidy           | Virgin-Audi               | 1 min 56 s 860          | 1 min 52 s 011 | 1      |
| 2    | Norman Nato            | ROKiT Venturi-Mercedes    | 1 min 56 s 006          | 1 min 52 s 343 | 2      |
| 3    | Pascal Wehrlein        | Porsche                   | 1 min 58 s 777          | 1 min 52 s 630 | 3      |
| 4    | Stoffel Vandoorne      | Mercedes                  | 1 min 59 s 105          | 1 min 54 s 359 | 4      |
| 5    | Maximilian Günther     | BMW i Andretti Motorsport | 1 min 58 s 274          | 1 min 54 s 701 | 5      |
| 6    | Alexander Sims         | Mahindra                  | 1 min 58 s 500          | 1 min 55 s 598 | 6      |
| 7    | Edoardo Mortara        | ROKiT Venturi-Mercedes    | 1 min 59 s 497          |                | 7      |
| 8    | Oliver Rowland         | Nissan eDams              | 1 min 59 s 512          |                | 8      |
| 9    | Nico Muller            | Dragon-Penske             | 1 min 59 s 630          |                | 9      |
| 10   | Sébastien Buemi        | Nissan eDams              | 1 min 59 s 701          |                | 10     |
| 11   | Sam Bird               | Jaguar                    | 1 min 59 s 739          |                | 11     |
| 12   | Mitch Evans            | Jaguar                    | 2 min 00 s 128          |                | 12     |
| 13   | Lucas di Grassi        | Audi                      | 2 min 00 s 150          |                | 13     |
| 14   | Tom Blomqvist          | NIO 333                   | 2 min 00 s 205          |                | 14     |
| 15   | António Félix da Costa | DS Techeetah              | 2 min 00 s 557          |                | 15     |
| 16   | Alex Lynn              | Mahindra                  | 2 min 00 s 943          |                | 16     |
| 17   | Oliver Turvey          | NIO 333                   | 2 min 01 s 197          |                | 17     |
| 18   | Nyck de Vries          | Mercedes                  | 2 min 01 s 229          |                | 18     |
| 19   | Robin Frijns           | Virgin-Audi               | 2 min 02 s 038          |                | 19     |
| 20   | René Rast              | Audi                      | 2 min 02 s 061          |                | 20     |
| 21   | Jean-Éric Vergne       | DS Techeetah              | 2 min 04 s 864          |                | 21     |
| 22   | André Lotterer         | Porsche                   | Disqualifié             |                | 22     |
| 23   | Sérgio Sette Câmara    | Dragon-Penske             | Pas de Temps            |                | 23     |
| 24   | Jake Dennis            | BMW i Andretti Motorsport | Pas de Temps            |                | 24     |

### Course

#### Classement
Classement de la deuxième course
| Pos. | no | Pilote                 | Écurie                    | Tours | Temps/Abandon                       | Grille | Points |
| ---- | -- | ---------------------- | ------------------------- | ----- | ----------------------------------- | ------ | ------ |
| 1    | 5  | Stoffel Vandoorne      | Mercedes                  | 23    | 46 min 52 s 603                     | 4      | 26     |
| 2    | 29 | Alexander Sims         | Mahindra                  | 23    | + 0 s 666                           | 6      | 18     |
| 3    | 99 | Pascal Wehrlein        | Porsche                   | 23    | + 2 s 346                           | 3      | 15     |
| 4    | 48 | Edoardo Mortara        | ROKiT Venturi-Mercedes    | 23    | + 5 s 018                           | 7      | 12     |
| 5    | 28 | Maximilian Günther     | BMW i Andretti Motorsport | 23    | + 5 s 305                           | 5      | 10     |
| 6    | 20 | Mitch Evans            | Jaguar                    | 23    | + 5 s 671                           | 12     | 8      |
| 7    | 13 | António Félix da Costa | DS Techeetah              | 23    | + 6 s 133                           | 15     | 6      |
| 8    | 88 | Tom Blomqvist          | NIO 333                   | 23    | + 12 s 032                          | 14     | 4      |
| 9    | 6  | Nico Muller            | Dragon-Penske             | 23    | + 12 s 872                          | 9      | 2      |
| 10   | 23 | Sébastien Buemi        | Nissan eDams              | 23    | + 14 s 795                          | 10     | 1      |
| 11   | 25 | Jean-Éric Vergne       | DS Techeetah              | 23    | + 15 s 676                          | 21     |        |
| 12   | 7  | Sérgio Sette Câmara    | Dragon-Penske             | 23    | + 16 s 009                          | 23     |        |
| 13   | 27 | Jake Dennis            | BMW i Andretti Motorsport | 23    | + 16 s 352                          | 24     |        |
| 14   | 8  | Oliver Turvey          | NIO 333                   | 23    | + 17 s 134                          | 17     |        |
| 15   | 36 | André Lotterer         | Porsche                   | 23    | + 17 s 838                          | 22     |        |
| 16   | 22 | Oliver Rowland         | Nissan eDams              | 23    | + 21 s 140                          | 8      |        |
| 17   | 94 | Alex Lynn              | Mahindra                  | 23    | + 37 s 697                          | 16     |        |
| 18   | 4  | Robin Frijns           | Virgin-Audi               | 23    | + 43 s 103                          | 19     |        |
| Abd. | 10 | Sam Bird               | Jaguar                    | 22    | Accrochage avec De Vries et Rowland | 11     |        |
| Abd. | 17 | Nyck de Vries          | Mercedes                  | 22    | Accrochage avec Bird et Rowland     | 18     |        |
| Abd. | 37 | Nick Cassidy           | Virgin-Audi               | 21    | Méchanique                          | 1      | 3      |
| Abd. | 33 | René Rast              | Audi                      | 19    | Accident                            | 20     |        |
| Abd. | 11 | Lucas di Grassi        | Audi                      | 7     | Accrochage avec Buemi               | 13     |        |
| Dsq. | 71 | Norman Nato            | ROKiT Venturi-Mercedes    | 23    | Surconsommation d'énergie           | 2      | 1      |

António Félix da Costa, Stoffel Vandoorne, Nyck de Vries, Sam Bird et Pascal Wehrlein ont été désignés par un vote en ligne pour obtenir le fanboost, qui leur permet de bénéficier de 25 kW supplémentaires pendant cinq secondes lors de la deuxième moitié de la course.

#### Pole Position et Record du tour
- Pole position :  Nick Cassidy (Envision Virgin Racing) en 1 min 52 s 011
- Meilleur tour en course :  Nyck de Vries (Mercedes EQ Formula E Team) en 1 min 40 s 771

#### Tours en tête
- Stoffel Vandoorne (Mercedes EQ Formula E Team) 15 tours (8-23)
- Pascal Wehrlein (Tag Heuer Porsche Formula E Team) 4 tours (4-7)
- Norman Nato (ROKiT Venturi Racing) 2 tours (2-3)
- Nick Cassidy (Envision Virgin Racing) 1 tour (1)

## Classement généraux à l'issue de l'ePrix de Rome
| Pos. | Pilote                 | Points |
| ---- | ---------------------- | ------ |
| 1    | Sam Bird               | 43     |
| 2    | Mitch Evans            | 39     |
| 3    | Robin Frijns           | 34     |
| 4    | Stoffel Vandoorne      | 33     |
| 5    | Nyck de Vries          | 32     |
| 6    | Pascal Wehrlein        | 32     |
| 7    | Edoardo Mortara        | 30     |
| 8    | Jean-Éric Vergne       | 25     |
| 9    | Alexander Sims         | 24     |
| 10   | António Félix da Costa | 21     |
| 11   | René Rast              | 21     |
| 12   | Oliver Rowland         | 15     |
| 13   | Sérgio Sette Câmara    | 12     |
| 14   | Nico Muller            | 12     |
| 15   | Maximilian Günther     | 12     |
| 16   | Sébastien Buemi        | 11     |
| 17   | Oliver Turvey          | 9      |
| 18   | Lucas di Grassi        | 6      |
| 19   | Tom Blomqvist          | 5      |
| 20   | Alex Lynn              | 4      |
| 21   | Nick Cassidy           | 3      |
| 22   | Norman Nato            | 1      |
| 23   | André Lotterer         | 0      |
| 24   | Jake Dennis            | 0      |

| Pos. | Écurie                    | Points |
| ---- | ------------------------- | ------ |
| 1    | Jaguar                    | 82     |
| 2    | Mercedes                  | 65     |
| 3    | DS Techeetah              | 46     |
| 4    | Virgin-Audi               | 37     |
| 5    | Porsche                   | 32     |
| 6    | ROKiT Venturi-Mercedes    | 31     |
| 7    | Mahindra                  | 28     |
| 8    | Audi                      | 27     |
| 9    | Nissan eDams              | 26     |
| 10   | Dragon-Penske             | 24     |
| 11   | NIO 333                   | 14     |
| 12   | BMW i Andretti Motorsport | 12     |